# كيمادا نوفا
كيمادا نوفا بلدية في ولاية بياوي في المنطقة الشمالية الشرقية من البرازيل.
تم تحديد البلدية كمنطقة ذات أولوية في الاستخدام المستدام عندما تم إنشاء ممر كايناتينغا البيئي في عام 2006.